# Інститут біохімії імені О. В. Палладіна НАН України
Інститут біохімії ім. О. В. Палладіна Національної академії наук України був заснований у 1925 році в Харкові як Український біохімічний інститут Народного Комісаріату освіти УРСР. Перший інститут біохімії на теренах СРСР, та один із перших українських науково-дослідних інститутів.

## Історія заснування
Інститут біохімії був заснований у 1925 році в Харкові як Український біохімічний інститут Народного комісаріату освіти УРСР. У 1926 році академік О. В. Палладін заснував «Український біохімічний журнал» — перший біохімічний журнал в СРСР.
У грудні 1931 року Український біохімічний інститут Народного Комісаріату освіти УРСР було переведено з Харкова до Києва і включено до складу Академії наук УРСР під назвою Інститут біохімії АН УРСР. Це був перший Інститут біохімії на теренах СРСР і один з перших науково-дослідних закладів України.
Під час Німецько-радянської війни Інститут був евакуйований до Уфи, де зусилля колективу було сконцентровано на дослідженнях із проблем біохімії зсідання крові. Зокрема, вивчали кровоспинну та прискорюючу загоєння ран дію аналогів вітаміну К — метилнафтохінону (вітаміну К3) і його водорозчинного препарату вікасолу.

## Напрямки досліджень
- вивчення структури, фізико-хімічних властивостей і біологічних функцій складних білкових і надмолекулярних систем;
- з'ясування біохімічних механізмів регуляції метаболічних процесів за допомогою низькомолекулярних біологічно активних речовин (вітамінів, коферментів, пептидів, іонів металів тощо);
- розробка сучасних технологій одержання і практичного застосування біологічно активних препаратів, діагностикумів та біосенсорів для медицини, промисловості і сільського господарства.

## Наукові школи та засновники
- біохімії нервової системи — О. В. Палладін, В. К. Лішко;
- біохімії м'язів — О. В. Палладін, Д. Л. Фердман, М. Д. Курський, С. О. Костерін;
- біохімії вітамінів та коферментів — О. В. Палладін, С. І. Винокуров, Р. В. Чаговець, В. П. Вендт, А. Г. Халмурадов, Г. В. Донченко;
- регуляція метаболізму, біосинтез і біологічні властивості білків та ліпідів — М. Ф. Гулий, Д. О. Мельничук, Н. М. Гула;
- структура і функції білка — В. О. Бєліцер, Т. В. Варецька, Е. В. Луговський, Л. В. Медвєдь;
- біохімія ферментів — О. С. Циперович, С. О. Кудінов;
- біохімія імунітету — С. В. Комісаренко.

Інститут випускає наукові журнали «Біотехнологія» і «Український Біохімічний Журнал».
В Інституті функціонує засноване О. В. Палладіним Українське біохімічне товариство. Його президентом з 1999 року є С. В. Комісаренко. Товариство разом з Інститутом регулярно проводять з'їзди — важливі форуми не тільки біохіміків, але й учених суміжних спеціальностей. У 1994 році Українське біохімічне товариство було прийнято до Федерації Європейських біохімічних товариств (FEBS) як рівноправний член.
Станом на 2021 рік загальна кількість працюючих у Інституті становить близько 280 осіб, з яких — 3 академіки та 2 члени-кореспонденти НАН України, близько 20 докторів і 75 кандидатів наук. На базі Інституту успішно функціонують такі позаструктурні підрозділи, як «Біотехнологія» — філія кафедри біохімії Київського національного університету імені Тараса Шевченка, Інформаційний центр з біотехнології, Центр аналітичних досліджень системи гемостазу, Випробувальний біологічний центр. З 1973 р. в Інституті працює Меморіальний музей О. В. Палладіна, який став центром вивчення і пропаганди історії біохімії в Україні. З часу заснування Інституту біохімії і донині його співробітники беруть активну участь у вихованні наукової зміни на всіх етапах: від навчання учнівської і студентської молоді до підготовки фахівців високої кваліфікації — кандидатів і докторів наук. Аспірантуру за ці роки закінчили понад 300 осіб. На базі Інституту працює Спеціалізована вчена рада, яка приймає до захисту дисертації на здобуття наукових ступенів доктора і кандидата біологічних наук зі спеціальностей «Біохімія» і «Біотехнологія».

## Науковці
У цьому розділі вказані наукові співробітники інституту в різні роки його функціонування.
- Бурдига Федір Васильович (нар. 1951) — провідний науковий співробітник (1990—2004).
- Великий Микола Миколайович (нар. 1943) — завідувач відділу біохімії вітамінів і коензимів (з 2016).
- Гула Надія Максимівна (нар. 1936) — завідувачка відділу біохімії ліпідів (1992—2016).
- Ґінцбурґ Марія Борисівна (1909—1984) — наукова співробітниця (1934—1944).
- Дегтяр Ріта Григорівна (1918—2001) — наукова співробітниця (1945—1988).
- Дегтярьова Ірина Іванівна (1943—2005) — наукова співробітниця відділу електронної мікроскопії (1971—1973).
- Демченко Олександр Петрович (нар. 1944) — завідувач відділу біофізики (1988—1996) та лабораторії нанотехнологій (2006—2017).
- Костерін Сергій Олексійович (нар. 1950) — заступник директора з наукової роботи (з 1998), завідувач відділу біохімії м'язів (з 1988).
- Курський Михайло Дмитрович (нар. 1930) — завідувач відділу біохімії м'язів (1973—1988).
- Кучмеровська Тамара Муратівна (нар. 1948) — наукова співробітниця відділу біохімії вітамінів і коензимів (з 1971).
- Ладохін Олексій Сергійович (нар. 1962) — науковий співробітник (1984—1998).
- Мацука Геннадій Харлампійович (1930—2017) — завідувач відділу біохімії нуклеїнових кислот (до 1973).
- Мінченко Олександр Григорович (нар. 1946) — завідувач відділу молекулярної біології (з 2005).
- Рашба Олена Яківна (1910—1973) — наукова співробітниця (1945—1951).
- Скок Марина Володимирівна (1956—2024) — завідувачка лабораторії імунології клітинних рецепторів відділу молекулярної імунології (2012—2024).
- Стефанов Олександр Вікторович (1950—2007) — науковий співробітник (1975—1992).
- Фердман Давид Лазарович (1902—1970) — заступник директора з наукової роботи (1943—1957), завідувач відділу біохімії м'язів (1943—1970).
- Фольборт Георгій Володимирович (1885—1960) — завідувач відділу фізіології (1946—1949).
- Халмурадов Аскар Ганійович (1939—1997) — завідувач відділу біохімії коферментів (1976—1985).
- Чаговець Ростислав Всеволодович (1904—1982) — завідувач лабораторії (відділу) біохімії вітамінів (1948—1976).
- Чернишенко Володимир Олександрович (нар. 1986) — завідувач відділу структури і функції білка (з 2019).

### Директори
Засновник Інституту — академік Олександр Палладін залишався його незмінним директором до лютого 1969 року.
Пізніше Інститут очолювали В. А. Бєліцер (1969-1972), М. Ф. Гулий (1972—1977), В. К. Лішко (1977—1988), С. В. Комісаренко (1989—1992), Г. В. Донченко (1993—1998). З травня 1998 року директором Інституту є Сергій Комісаренко.